# Nogometni Klub Livar Ivančna Gorica
L'NK Livar Ivančna Gorica (nome completo Nogometni Klub Livar Ivančna Gorica), chiamato comunemente Livar, è una società calcistica slovena con sede nella città di Ivančna Gorica. Gioca nella 2. Slovenska Nogometna Liga, seconda divisione del campionato nazionale, dopo essere retrocessa nel 2008 dalla  PrvaLiga Telekom Slovenije, la massima serie del campionato sloveno.